# Spike Edney

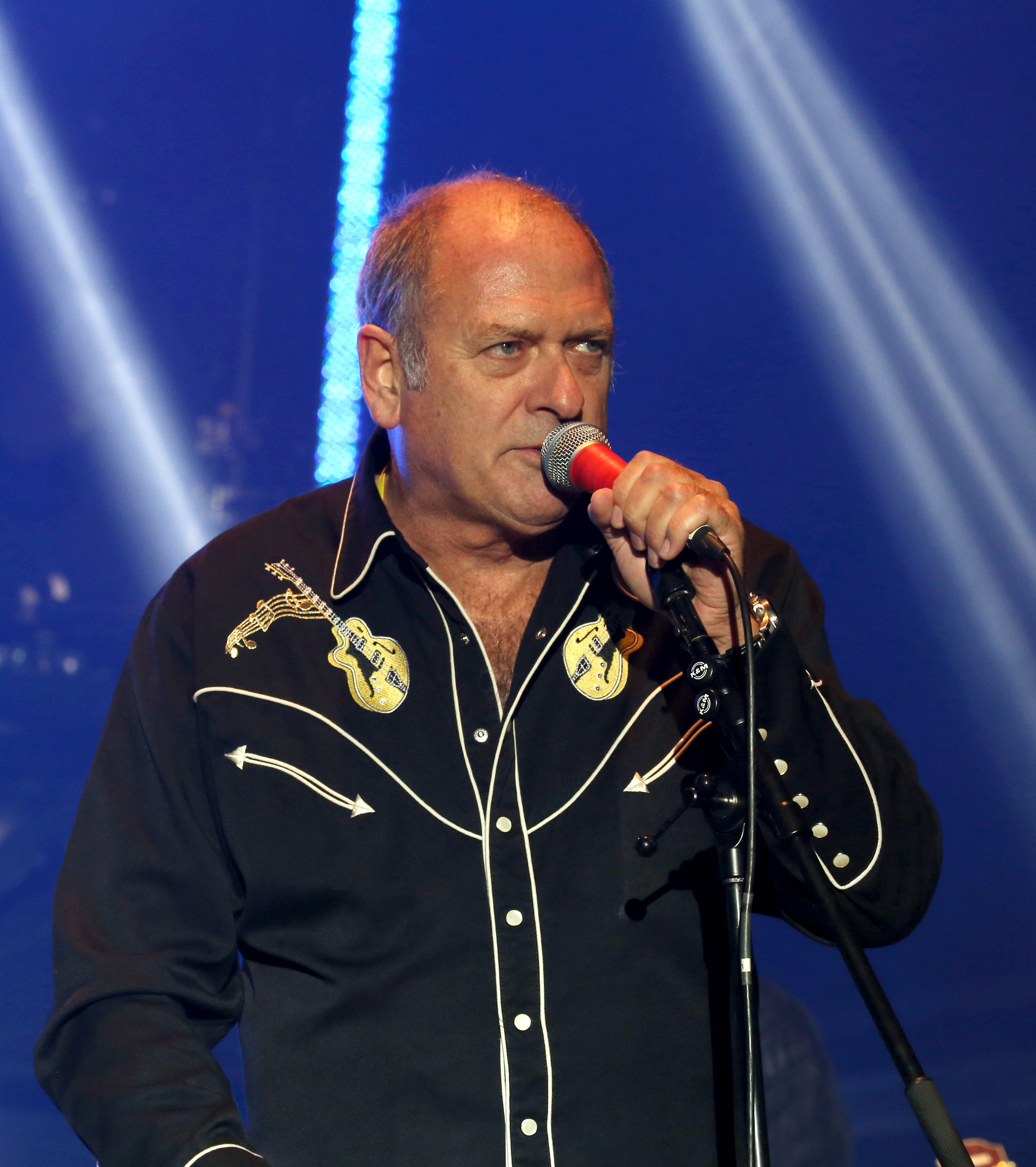
Spike Edney

Spike Edney, född 11 december 1951, brittisk musiker, bland annat sångare, keyboardspelare och gitarrist. Han är mest känd för sitt samarbete med rockbandet Queen, då han spelade extra gitarr och keyboard på deras live-shower när det behövdes. Vissa kallar honom till och med för Queens femte medlem.
Han spelade också keyboard i Roger Taylors band The Cross mellan 1987 och 1993.